# 짱 (1998년 영화)
"짱"은 1998년에 개봉한 대한민국의 영화이다.

## 등장 인물
- 차인표 : 황기풍 역
- 송윤아 : 송나영 역
- 홍경인 : 나기찬 역
- 서태화 : 학생주임 역
- 장혁 : 임세빈 역
- 박용식 : 교감 역
- 임세호 : 대끼리 역
- 양동근 : 양종구 역
- 이영준 : 명수 역
- 임채홍 : 철구 역
- 박은혜 : 유해리 역
- 김민정 : 반장 역
- 고은영 : 호경 역
- 조한준 : 왕수 역
- 이인섭 : 망치 역
- 김승현 : 뺀질이 역
- 김준희 : 이상미 역
- 강래연 : 7공주 역
- 홍주희 : 7공주 역
- 이은영 : 7공주 역
- 김경애 : 기찬 모 역
- 정성갑 : 기찬 부 역

### 특별출연
- 임주완
- 서갑숙
- 정흥채
- 유퉁
- 김윤형
- 유병한
- 홍우래
- 김용선
- 고구려
- 야다